# 1919 في الأرجنتين
فيما يلي قوائم الأحداث التي وقعت خلال عام 1919 في الأرجنتين.

## سياسة

### تعيين في المنصب
- 30 أبريل – فيسنتي غالو عضو مجلس الشيوخ الأرجنتيني ‏.

## رياضة
- 1 يناير – دوري الدرجة الأولى الأرجنتيني 1919 الفائز بوكا جونيورز.

## مواليد

### يناير
- 1 يناير – ألبرتو مانويل كامبوس سياسي أرجنتيني.
- 1 يناير – نيلي مونتيل ممثلة أرجنتينية.

### مارس
- 15 مارس – ليوبولدو برافو سياسي أرجنتيني.
- 20 مارس – روبين كابرال مجدف أرجنتيني.

### مايو
- 6 مايو – خوان كارلوس مونيوث مدرب، ولاعب كرة قدم أرجنتيني.
- 7 مايو – إيفا بيرون

### يونيو
- 12 يونيو – ماورو سيا

### يوليو
- 21 يوليو – كارلوس سوسا مدرب، ولاعب كرة قدم أرجنتيني.
- 23 يوليو – هيكتور جيرمان أويستيرهيلد

### سبتمبر
- 21 سبتمبر – ماريو بونخي

### أكتوبر
- 13 أكتوبر – ديليا جيرسيس ممثلة أرجنتينية.

### نوفمبر
- 30 نوفمبر – خيرمان لوبيز سياسي أرجنتيني.

### ديسمبر
- 13 ديسمبر – جون جودوين

## وفيات

### يونيو
- 17 يونيو – رامون سيلفا (مواليد 1890) رسام أرجنتيني.

### أكتوبر
- 2 أكتوبر – فيكتورينو دي لا بلازا (مواليد 1840)

### نوفمبر
- 22 نوفمبر – فرنسيسكو مورينو (مواليد 1852) مستكشف أرجنتيني.